# Кайнарський сільський округ (Райимбецький район)
Кайна́рський сільський округ (каз. Қайнар ауылдық округі, рос. Кайнарский сельский округ) — адміністративна одиниця у складі Райимбецького району Алматинської області Казахстану. Адміністративний центр — село Кайнар.
Населення — 1746 осіб (2021; 3241 у 2009, 3093 у 1999, 3377 у 1989).
Станом на 1989 рік існувала Кайнарська сільська рада (село Кайнар).

## Склад
До складу округу входять такі населені пункти:
| Населений пункт | Населення, осіб (1989) | Населення, осіб (1999) | Населення, осіб (2009) | Населення, осіб (2021) |
| --------------- | ---------------------- | ---------------------- | ---------------------- | ---------------------- |
| Кайнар, село    | 3377                   | 3093                   | 3241                   | 1719                   |
| --Водхоз        | -                      | -                      | -                      | 5                      |
| --ЛСП           | -                      | -                      | -                      | 13                     |
| --Тауикбаз      | -                      | -                      | -                      | 9                      |